# Grégory Mardon
Grégory Mardon (Arras, 6 november 1971) is een Franse stripauteur en animatietekenaar. 
Hij volgde een kunstopleiding en na een stage aan de École des Gobelins in Parijs, waar hij decors leerde tekenen, werkte hij bij verschillende studio's aan animatiefilms. Zodoende verzorgde hij de lay-out en de decors van verschillende Franse animatieseries zoals Papyrus, Blake en Mortimer, Fantômette, Diabolik. Vanaf 1998 begon hij met het tekenen van strips. 
In januari 2000 waagde hij zich voor het eerst aan het grote werk met een verhaal over zijn opa: Vagues à l'âme, verschenen bij uitgeverij Les Humanoïdes Associés. Zijn tweede strip, Cycloman, tekende hij op scenario van Charles Berberian. 
In L'extravagante comédie du quotidien (onvertaald), waarvan 2 delen verschenen bij uitgeverij Dupuis, vertelde hij over de vriendschappen, de liefdes, het wel en het wee van twee onafscheidelijke vrienden, van hun kindertijd tot volwassenheid. 

## Werk
- Vagues à lâme (Les Hunamoïdes Associés)
- Cycloman (Cornélius)
- L'extravagante comédie du quotidien (Dupuis)
- Lijf om lijf (Dupuis, Vrije Vlucht)
- Le fils de l'ogre (Futuropolis)
- Incognito (Dupuis)
- Leçon des choses (Dupuis)
- Sarah Cole (Futuropolis)

- Biblioteca Nacional de España: XX1729933
- Bibliothèque nationale de France: cb13548743d (data)
- Gemeinsame Normdatei: 102756626X
- International Standard Name Identifier: 0000 0000 5942 9689
- Library of Congress Control Number: no2007031049
- Nederlandse Thesaurus van Auteursnamen: 420759220
- Réseau des bibliothèques de Suisse occidentale: 02-A006025226
- Système universitaire de documentation: 050814788
- Virtual International Authority File: 34622173